# American Cinematheque Award
O American Cinematheque Award é um prêmio estadunidense que homenageia anualmente "um artista extraordinário da indústria do entretenimento que está totalmente envolvido em seu trabalho e empenhado a fazer uma contribuição significativa para a arte dos filmes."

## Homenageados
- Eddie Murphy – 1986
- Bette Midler – 1987
- Robin Williams – 1988
- Steven Spielberg – 1989
- Ron Howard – 1990
- Martin Scorsese – 1991
- Sean Connery – 1992
- Michael Douglas – 1993
- Rob Reiner – 1994
- Mel Gibson – 1995
- Tom Cruise – 1996
- John Travolta – 1997
- Arnold Schwarzenegger – 1998
- Jodie Foster – 1999
- Bruce Willis – 2000
- Nicolas Cage – 2001
- Denzel Washington – 2002
- Nicole Kidman – 2003
- Steve Martin – 2004
- Al Pacino – 2005
- George Clooney – 2006
- Julia Roberts – 2007
- Samuel L. Jackson – 2008
- Matt Damon – 2010
- Robert Downey Jr. – 2011
- Ben Stiller – 2012
- Jerry Bruckheimer – 2013
- Matthew McConaughey – 2014
- Reese Witherspoon – 2015
- Ridley Scott – 2016
- Amy Adams – 2017
- Bradley Cooper – 2018

## Sid Grauman Award
O Sid Grauman Award homenageia anualmente "um indivíduo de contribuição significativa para a indústria cinematográfica de Hollywood no avanço da exibição teatral."
- Jeffrey Katzenberg – 2015
- Sue Kroll – 2016
- IMAX - 2017
- Dolby Laboratories – 2018